# Coutures (Gironde)
Pour les articles homonymes, voir Coutures.
Coutures (Còuturas en gascon), aussi nommée Coutures-sur-Drot (ou Dropt, aussi correct) de façon non officielle, est une commune du Sud-Ouest de la France, située dans le département de la Gironde, dans l'Entre-deux-Mers, en région Nouvelle-Aquitaine.

## Géographie

### Localisation
La commune, dont le Dropt constitue la limite sud du territoire communal, se trouve dans l'Entre-deux-Mers à 63 km à l'est-sud-est de Bordeaux, chef-lieu du département, à 29 km au nord-est de Langon, chef-lieu d'arrondissement et à 5,5 km à l'ouest-sud-ouest de Monségur, chef-lieu de canton.

### Communes limitrophes
Les communes limitrophes en sont Le Puy à l'est, Saint-Sulpice-de-Guilleragues au sud-est, Roquebrune au sud, Neuffons à l'ouest, Rimons au nord-ouest et Saint-Ferme au nord sur environ 300 mètres.
| Rimons   | Saint-Ferme |                               |
| Neuffons | Coutures    | Le Puy                        |
|          | Roquebrune  | Saint-Sulpice-de-Guilleragues |

### Climat
Pour des articles plus généraux, voir Climat de la Nouvelle-Aquitaine et Climat de la Gironde.
Historiquement, la commune est exposée à un climat océanique aquitain.  
En 2020, Météo-France publie une typologie des climats de la France métropolitaine dans laquelle la commune est exposée à un climat océanique et est dans la région climatique  Aquitaine, Gascogne, caractérisée par une pluviométrie abondante au printemps, modérée en automne, un faible ensoleillement au printemps, un été chaud (19,5 °C), des vents faibles, des brouillards fréquents en automne et en hiver et des orages fréquents en été (15 à 20 jours).
Pour la période 1971-2000, la température annuelle moyenne est de 12,8 °C, avec une amplitude thermique annuelle de 15,4 °C. Le cumul annuel moyen de précipitations est de 806 mm, avec 11,5 jours de précipitations en janvier et 6,5 jours en juillet. Pour la période 1991-2020, la température moyenne annuelle observée sur la station météorologique la plus proche, située sur la commune de Talence à 10,52 km à vol d'oiseau, est de 14,3 °C et le cumul annuel moyen de précipitations est de 884,0 mm,. Pour l'avenir, les paramètres climatiques de la commune estimés pour 2050 selon différents scénarios d’émission de gaz à effet de serre sont consultables sur un site dédié publié par Météo-France en novembre 2022.

## Urbanisme

### Typologie
Au 1er janvier 2024, Coutures est catégorisée commune rurale à habitat très dispersé, selon la nouvelle grille communale de densité à sept niveaux définie par l'Insee en 2022.
Elle est située hors unité urbaine et hors attraction des villes,.

### Occupation des sols

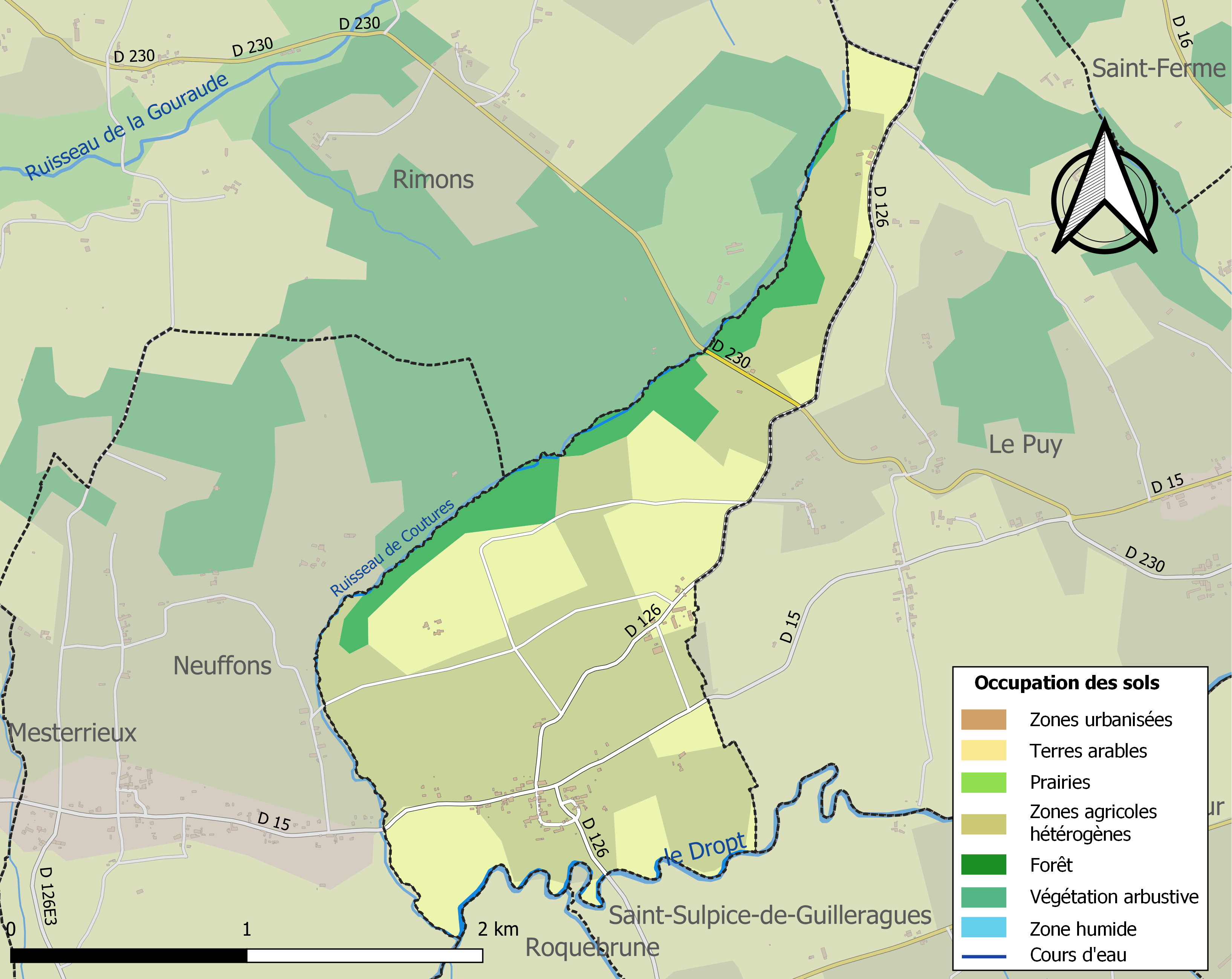
Carte des infrastructures et de l'occupation des sols de la commune en 2018 (CLC).

L'occupation des sols de la commune, telle qu'elle ressort de la base de données européenne d’occupation biophysique des sols Corine Land Cover (CLC), est marquée par l'importance des territoires agricoles (90,1 % en 2018), une proportion sensiblement équivalente à celle de 1990 (90,8 %). La répartition détaillée en 2018 est la suivante : 
zones agricoles hétérogènes (56,7 %), cultures permanentes (23,7 %), forêts (9,9 %), terres arables (9,7 %). L'évolution de l’occupation des sols de la commune et de ses infrastructures peut être observée sur les différentes représentations cartographiques du territoire : la carte de Cassini (XVIIIe siècle), la carte d'état-major (1820-1866) et les cartes ou photos aériennes de l'IGN pour la période actuelle (1950 à aujourd'hui).

### Voies de communication et transports
La commune est traversée, dans le village, par la route départementale D15 qui mène vers l'ouest à Neuffons puis Camiran et vers l'est au Le Puy et par la route départementale D126 qui mène vers le sud à Mongauzy et vers le nord à Saint-Ferme.

L'accès le plus proche à l'autoroute A62 (Bordeaux-Toulouse) est celui de  4 La Réole distant de 19 km par la route vers le sud-sud-ouest.

L'accès  1 Bazas à l'autoroute A65 (Langon-Pau) se situe à 38 km vers le sud-ouest.

L'accès le plus proche à l'autoroute A89 (Bordeaux-Lyon) est celui de l'échangeur autoroutier  avec la route nationale 89 qui se situe à 49 km vers le nord-ouest.
La gare SNCF la plus proche est celle, distante de 11 km par la route vers le sud, de Lamothe-Landerron sur la ligne Bordeaux-Sète du TER Nouvelle-Aquitaine. Celle de La Réole offrant plus de trafic se trouve à 12 km par la route vers le sud-ouest.

### Risques majeurs
Le territoire de la commune de Coutures est vulnérable à différents aléas naturels : météorologiques (tempête, orage, neige, grand froid, canicule ou sécheresse), inondations et séisme (sismicité très faible). Un site publié par le BRGM permet d'évaluer simplement et rapidement les risques d'un bien localisé soit par son adresse soit par le numéro de sa parcelle.
Certaines parties du territoire communal sont susceptibles d’être affectées par le risque d’inondation par débordement de cours d'eau, notamment le Dropt et l'Andouille. La commune a été reconnue en état de catastrophe naturelle au titre des dommages causés par les inondations et coulées de boue survenues en 1982, 1999 et 2009,.

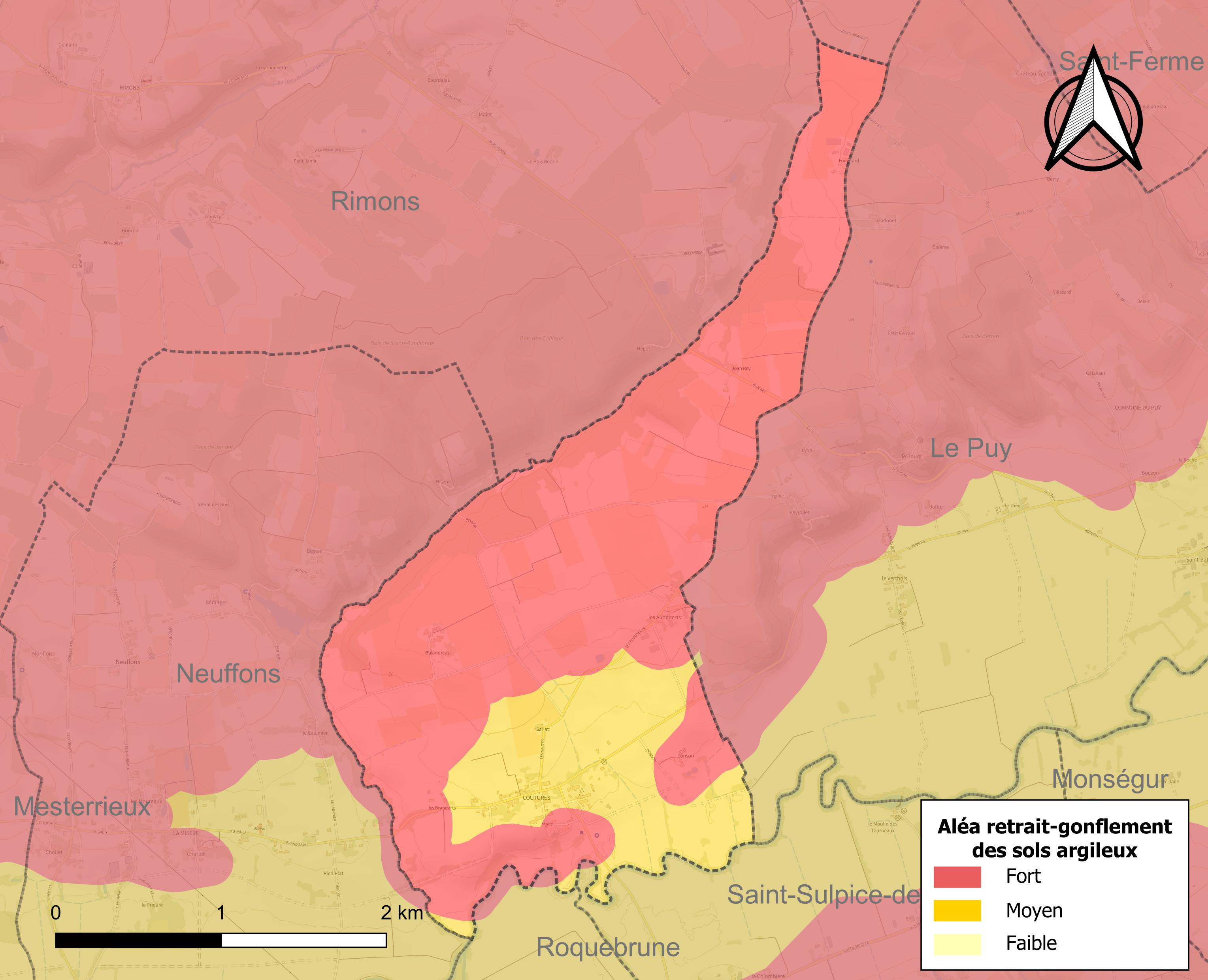
Carte des zones d'aléa retrait-gonflement des sols argileux de Coutures.

Le retrait-gonflement des sols argileux est susceptible d'engendrer des dommages importants aux bâtiments en cas d’alternance de périodes de sécheresse et de pluie. La totalité de la commune est en aléa moyen ou fort (67,4 % au niveau départemental et 48,5 % au niveau national). Sur les 47 bâtiments dénombrés sur la commune en 2019, 47 sont en aléa moyen ou fort, soit 100 %, à comparer aux 84 % au niveau départemental et 54 % au niveau national. Une cartographie de l'exposition du territoire national au retrait gonflement des sols argileux est disponible sur le site du BRGM,.
Par ailleurs, afin de mieux appréhender le risque d’affaissement de terrain, l'inventaire national des cavités souterraines permet de localiser celles situées sur la commune.
Concernant les mouvements de terrains, la commune a été reconnue en état de catastrophe naturelle au titre des dommages causés par des mouvements de terrain en 1999.

## Toponymie
Le nom Coutures a pour étymologie le latin « Culturas » pour Cultures défrichées, au sens du travail de la terre. Avec le temps, le nom s'est transformé en Custures, Couturas, Couture et Coutures.
La commune a changé de noms plusieurs fois au fil du temps pour diverses raisons :
1. L'évolution de la commune et de son nom à travers les époques (au Moyen-Âge"Custures", jusqu'à nos jours"Coutures-sur-Drot"...) ;
2. Du fait de l'évolution naturelle de la langue parlée (le patois ayant disparu) et par conséquent de l'appellation Couturas ;
3. Mais aussi du fait d'une importante homonymie pour Couture et Coutures qui représente plusieurs communes en France, d'où le changement pour une meilleure distinction ;
4. Quant à Coutures-sur-Dropt vers Coutures-sur-Drot, c'est une décision par cohérence de géo-dénomination, relevant du nom du cours d'eau proche de la commune le Dropt, à la base, mais aussi maintenant appelé le Drot.

## Histoire
À la Révolution, la paroisse Saint-Cibard de Coutures forme la commune de Coutures.

## Politique et administration
| Période                                  | Période   | Identité          | Étiquette | Qualité             |
| ---------------------------------------- | --------- | ----------------- | --------- | ------------------- |
| juin 1995                                | mars 2014 | Jean-Marie Hatron | Droite    | Directeur de banque |
| mars 2014                                | mai 2020  | Dominique Gorioux | Centre    | Enseignant          |
| mai 2020                                 | En cours  | Valérie Hatron    |           | Enseignante         |
| Les données manquantes sont à compléter. |           |                   |           |                     |

### Communauté de communes
Le 1er janvier 2014, la Communauté de communes du Monségurais ayant été supprimée, la commune de Coutures s'est retrouvée intégrée à la Communauté de communes du Sauveterrois siégeant à Sauveterre-de-Guyenne.
Elle intègre ensuite la communauté des communes rurales de l'Entre-Deux-Mers le 1er janvier 2017.

## Démographie
L'évolution du nombre d'habitants est connue à travers les recensements de la population effectués dans la commune depuis 1793. Pour les communes de moins de 10 000 habitants, une enquête de recensement portant sur toute la population est réalisée tous les cinq ans, les populations de référence des années intermédiaires étant quant à elles estimées par interpolation ou extrapolation. Pour la commune, le premier recensement exhaustif entrant dans le cadre du nouveau dispositif a été réalisé en 2007.

En 2022, la commune comptait 92 habitants, en évolution de −6,12 % par rapport à 2016 (Gironde : +6,91 %, France hors Mayotte : +2,11 %).
| 1793 | 1800 | 1806 | 1821 | 1831 | 1836 | 1841 | 1846 | 1851 |
| ---- | ---- | ---- | ---- | ---- | ---- | ---- | ---- | ---- |
| 280  | 201  | 233  | 203  | 173  | 207  | 212  | 211  | 205  |

| 1856 | 1861 | 1866 | 1872 | 1876 | 1881 | 1886 | 1891 | 1896 |
| ---- | ---- | ---- | ---- | ---- | ---- | ---- | ---- | ---- |
| 176  | 208  | 205  | 201  | 183  | 164  | 167  | 154  | 150  |

| 1901 | 1906 | 1911 | 1921 | 1926 | 1931 | 1936 | 1946 | 1954 |
| ---- | ---- | ---- | ---- | ---- | ---- | ---- | ---- | ---- |
| 138  | 133  | 140  | 105  | 132  | 125  | 136  | 113  | 114  |

| 1962 | 1968 | 1975 | 1982 | 1990 | 1999 | 2006 | 2007 | 2012 |
| ---- | ---- | ---- | ---- | ---- | ---- | ---- | ---- | ---- |
| 109  | 92   | 90   | 84   | 70   | 65   | 82   | 84   | 99   |

| 2017 | 2022 | - | - | - | - | - | - | - |
| ---- | ---- | - | - | - | - | - | - | - |
| 96   | 92   | - | - | - | - | - | - | - |

## Lieux et monuments
- L'église Saint-Cibard, construite au XIIe siècle, a été inscrite au titre des monuments historiques en 1925[25].

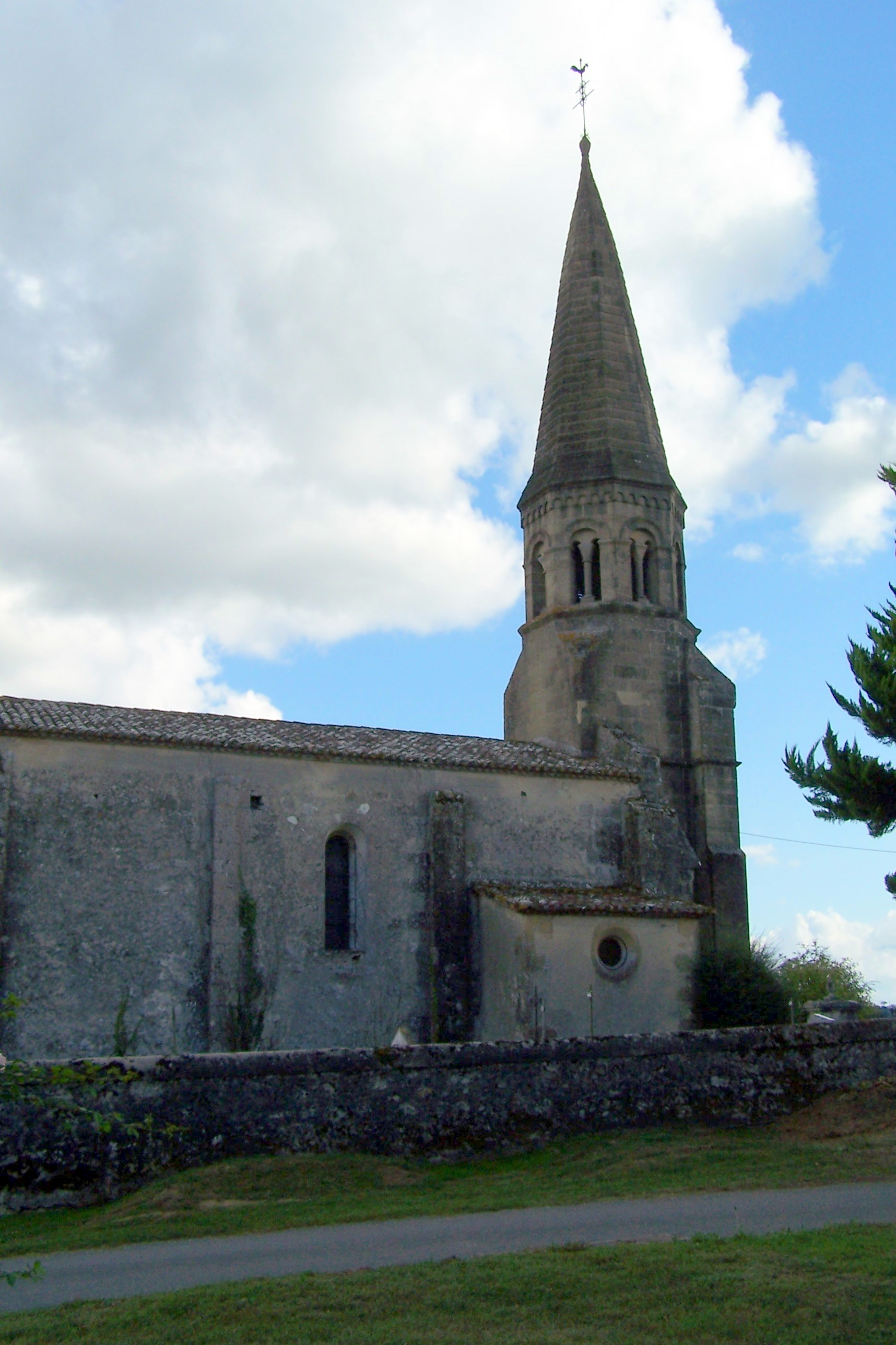
Vue nord-est de l'église Saint-Cibard (mars 2012)
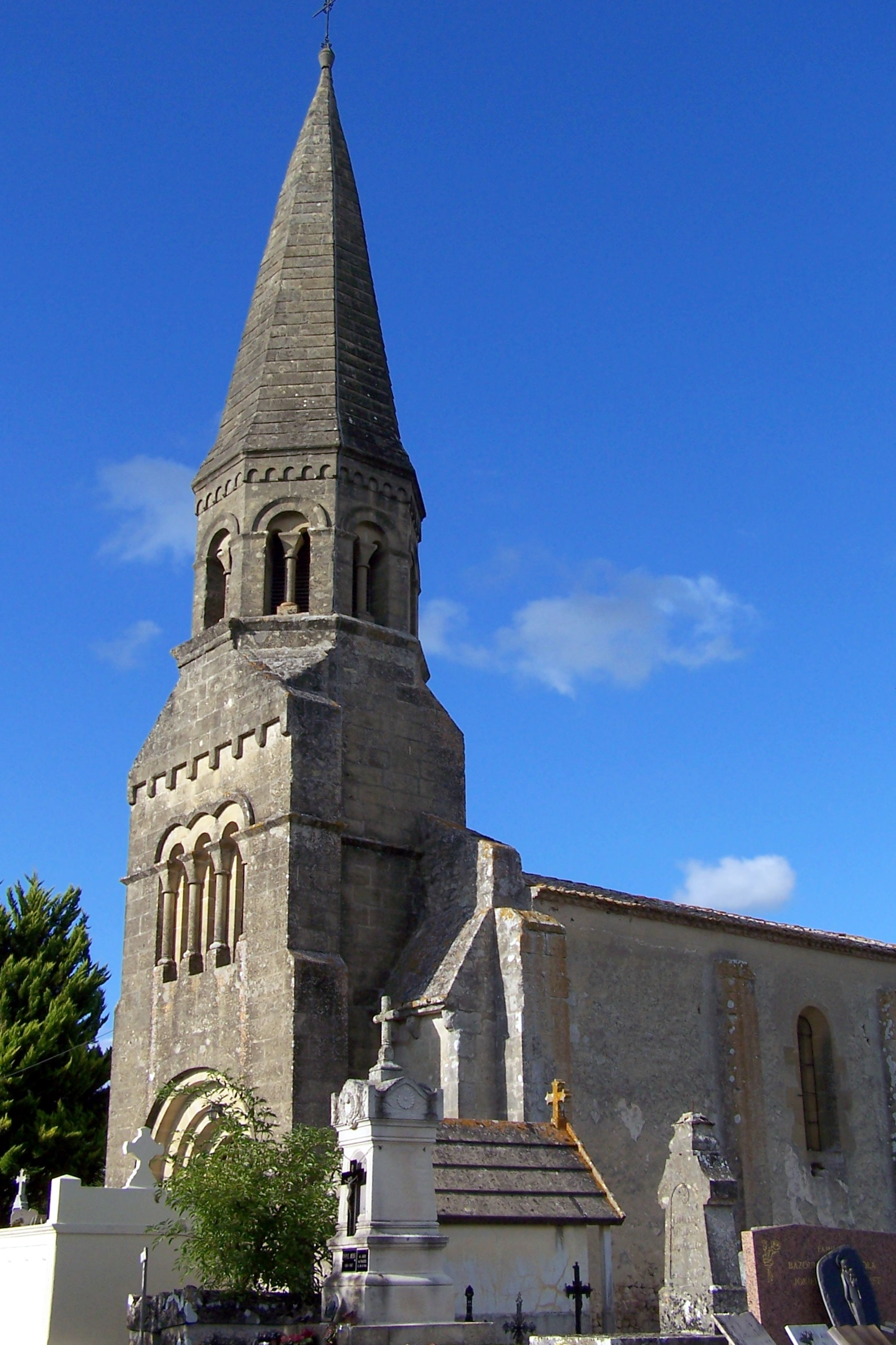
Façade ouest de l'église (mars 2012)
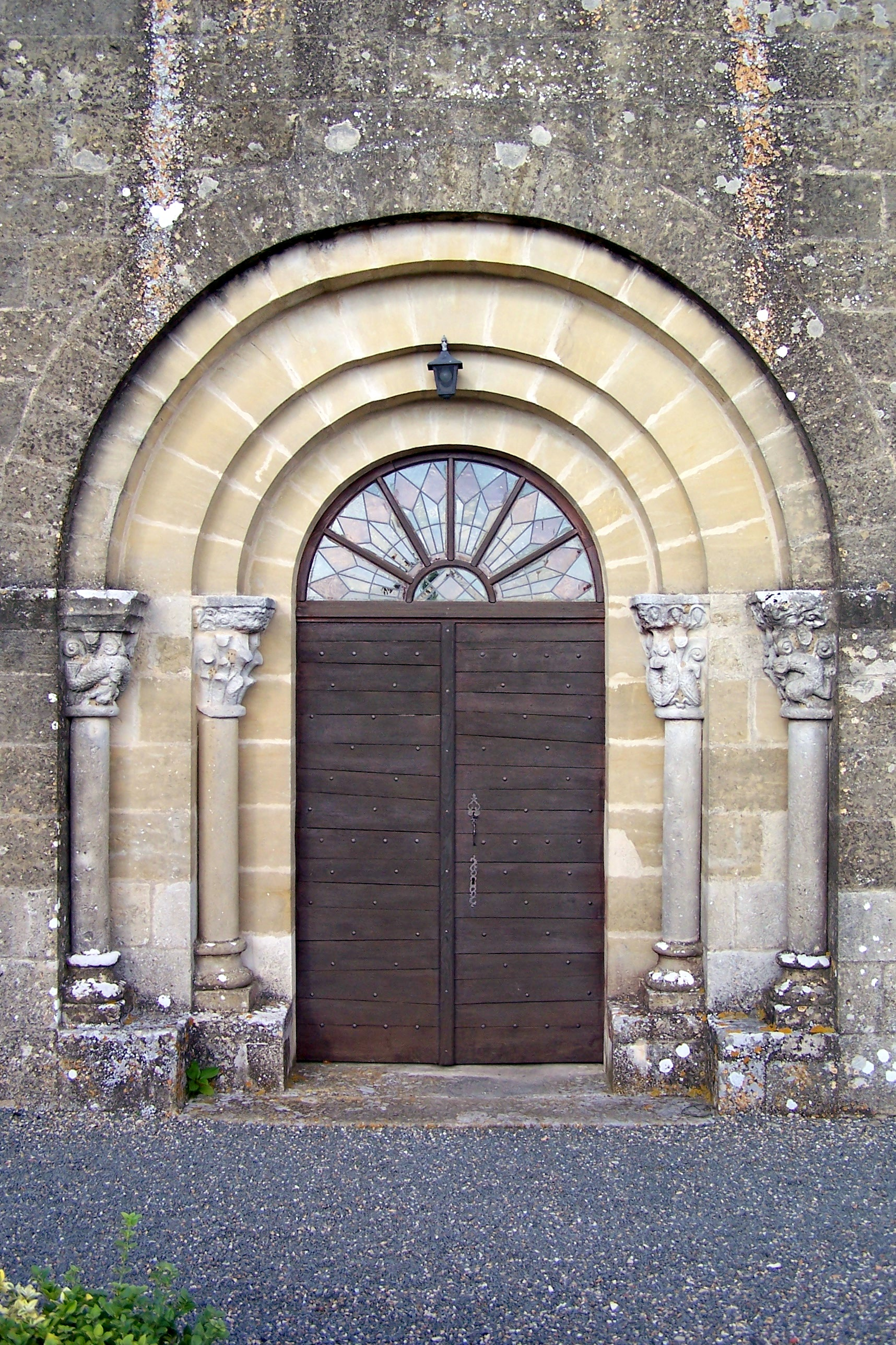
Le portail de l'église (mars 2012)
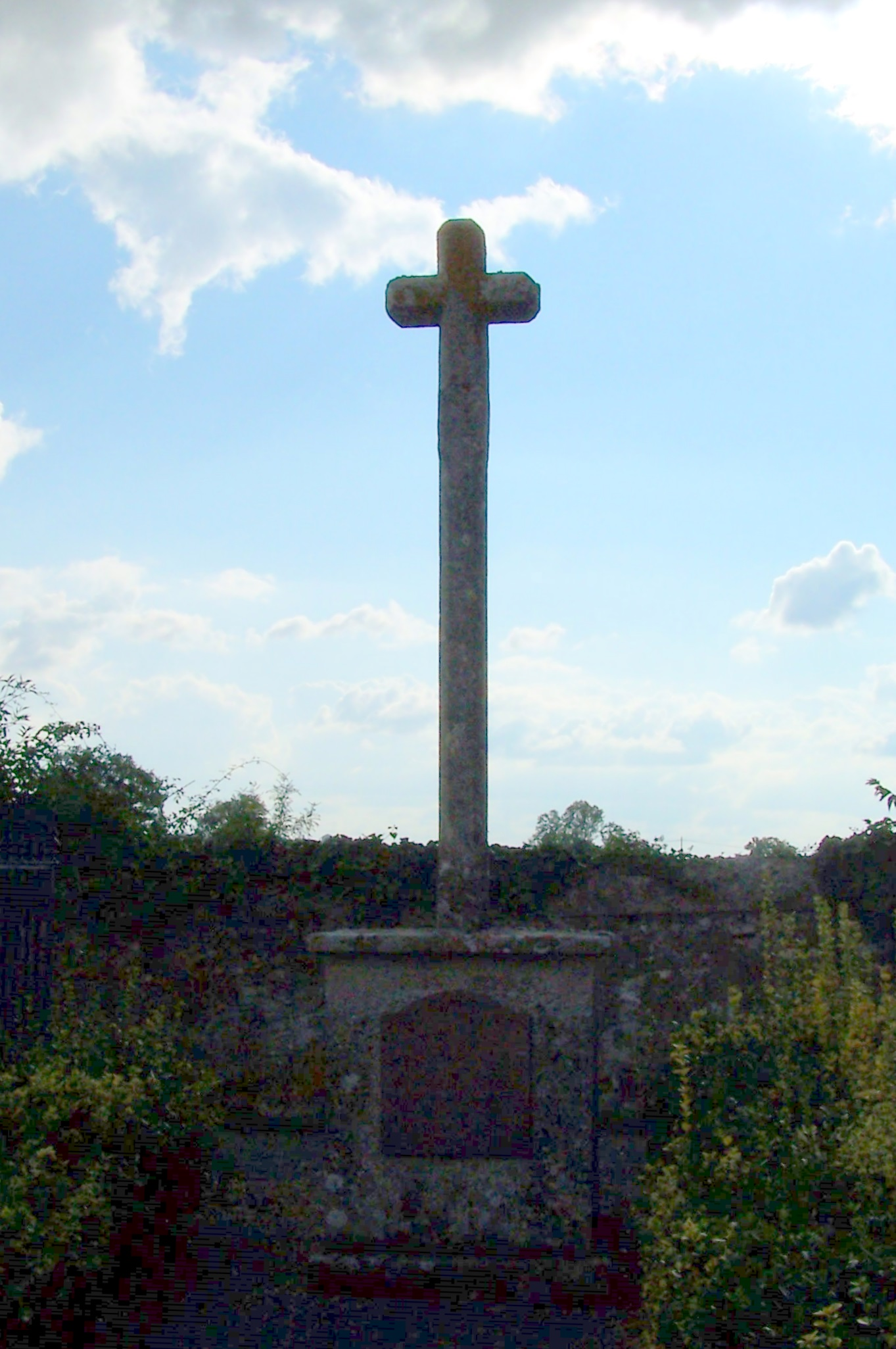
Le monument aux morts (mars 2012)

## Personnalités liées à la commune

### Maires

#### Jean-Marie Hatron (1996-2014)
Maire de la commune pour 3 mandats, successivement de 1996 à 2002, de 2002 à 2008 puis de 2008 à 2014.

#### Dominique Gorioux (2014-2020)
Maire de la commune pour 1 mandat, de 2014 à 2020.